# Subsecretaría de Planificación y Cooperación de Chile
La Subsecretaría de Planificación y Cooperación de Chile fue una antigua subsecretaría de Estado dependiente desde 1990 del entonces Ministerio de Planificación y Cooperación (MIDEPLAN), y que existió hasta la reforma de este ministerio en 2011.

## Subsecretarios
| Titular                        | Partido | Presidente                 | Inicio                | Final                 |
| ------------------------------ | ------- | -------------------------- | --------------------- | --------------------- |
| Álvaro García Hurtado          | PPD     | Patricio Aylwin Azócar     | 11 de marzo de 1990   | 1 de julio de 1993    |
| Carlos Fuensalida Claro        |         | Patricio Aylwin Azócar     | 1 de julio de 1993    | 11 de marzo de 1994   |
| Pedro Goic Karmelic            | PDC     | Eduardo Frei Ruiz-Tagle    | 11 de marzo de 1994   | 1 de enero de 1997    |
| Antonio Lara Bravo             | PDC     | Eduardo Frei Ruiz-Tagle    | 1 de enero de 1997    | 11 de marzo de 2000   |
| Víctor Humberto Vega Fernández | PS      | Ricardo Lagos Escobar      | 11 de marzo de 2000   | 24 de agosto de 2001  |
| Jaime Andrade Guenchocoy       | PS      | Ricardo Lagos Escobar      | 27 de agosto de 2001  | 14 de agosto de 2003  |
| Marcelo Carvallo Ceroni        | PS      | Ricardo Lagos Escobar      | 14 de agosto de 2003  | 7 de agosto de 2004   |
| Jaime Andrade Guenchocoy       | PS      | Ricardo Lagos Escobar      | 15 de octubre de 2004 | 11 de marzo de 2006   |
| Gonzalo Arenas Valverde        | PDC     | Michelle Bachelet Jeria    | 11 de marzo de 2006   | 14 de enero de 2008   |
| Eduardo Abedrapo Bustos        | PDC     | Michelle Bachelet Jeria    | 14 de enero de 2008   | 11 de marzo de 2010   |
| Soledad Arellano Schmidt       | Ind.    | Sebastián Piñera Echenique | 11 de marzo de 2010   | 13 de octubre de 2011 |